# Hoàng Văn Tiền
Hoàng Văn Tiền (sinh ngày 1 tháng 3 năm 1966) là Thẩm phán cao cấp người Việt Nam. Ông hiện là Chánh án Tòa án nhân dân tỉnh Quảng Ninh. Ông là đảng viên Đảng Cộng sản Việt Nam.
Tiểu sử
Hoàng Văn Tiền sinh ngày 1 tháng 3 năm 1966, người dân tộc Kinh, quê quán tại xã Tân Bình, huyện Đầm Hà, tỉnh Quảng Ninh.
Trình độ và học vấn
Ông có bằng Thạc sỹ Luật học.
Quá trình công tác
Ngày 10 tháng 12 năm 2015, Hoàng Văn Tiền, Thẩm phán trung cấp, Phó Chánh án TAND tỉnh Quảng Ninh, được bổ nhiệm giữ chức Chánh án Tòa án nhân dân tỉnh Quảng Ninh thay ông Ngô Văn Đức nghỉ hưu theo chế độ, với nhiệm kì 5 năm kể từ ngày 21 tháng 9 năm 2015.
Ngày 26 tháng 5 năm 2016, ông trúng cử đại biểu Hội đồng nhân dân tỉnh Quảng Ninh khóa 13 nhiệm kì 2016-2021. Hiện nay, ông tiếp tục là đại biểu Hội đồng nhân dân tỉnh Quảng Ninh khóa 14, nhiệm kỳ 2021 - 2026.
Ông hiện là Chánh án Tòa án nhân dân tỉnh Quảng Ninh, Tỉnh ủy viên, Bí thư Ban Cán sự của Tòa án nhân dân tỉnh Quảng Ninh.
Bị kỷ luật
Ngày 09 tháng 9 năm 2021, Ủy ban Kiểm tra Trung ương ra thông cáo nội dung xem xét kết quả kiểm tra khi có dấu hiệu vi phạm trong việc xét, quyết định giảm thời hạn chấp hành án phạt tù đối với phạm nhân Phan Sào Nam tại Trại giam Quảng Ninh. Theo nội dung thông báo, ông Hoàng Văn Tiền bị kỷ luật ở mức cảnh cáo. Đây được coi là lần đầu tiên trong lịch sử ngành Tòa án nhân dân tỉnh Quảng Ninh, một Chánh án bị kỷ luật ở mức cảnh cáo do Ủy ban kiểm tra Trung ương tiến hành. Vi phạm của ông Hoàng Văn Tiền được đánh giá là nghiêm trọng, gây bức xúc trong xã hội, ảnh hưởng xấu đến công tác đấu tranh phòng, chống tội phạm, chính sách khoan hồng của Đảng, Nhà nước và uy tín của tổ chức đảng, của ngành tòa án.
Câu nói nổi tiếng
Liên quan đến vụ việc tha tù trái pháp luật, khi được phóng viên đặt một số câu hỏi, ông Tiền đã trả lời "Cái này các anh (pv) hỏi cấp cao chứ chúng tôi hết thẩm quyền rồi"; "Cái đấy phải đi hỏi cơ quan có thẩm quyền chứ chúng tôi hết thẩm quyền rồi, không thuộc thẩm quyền của chúng tôi".